# Guatemalteekse Nationale Revolutionaire Eenheid
De Guatemalteekse Nationale Revolutionaire Eenheid (Spaans: Unidad Revolucionaria Nacional Guatemalteca, URNG-MAÍZ) is een Guatemalteekse politieke partij en voormalige guerrillabeweging.
De URNG werd gevormd op 7 februari 1982 als samenvoeging van vier revolutionaire groepen: het Guerrillaleger van de Armen (EGP), de Revolutionaire Organisatie van het Gewapende Volk (ORPA), de Rebellenstijdkrachten (FAR) en de Nationale Directiekern van de Guatemalteekse Arbeiderspartij (PGT-NDN), die al sinds 1960 in een burgeroorlog verwikkeld waren. Korte tijd na de vorming van de URNG pleegde generaal Efraín Ríos Montt een staatsgreep en gebruikte de tactiek van de verschroeide aarde tegen de URNG.
Na de terugkeer van de burgerregering in 1986 begonnen de URNG en de Guatemalteekse regering vredesonderhandelingen onder toeziend oog van de Verenigde Naties. Op 20 maart 1996 werd een wapenstilstand overeengekomen, op 12 december werd het URNG erkend als legitieme organisatie en enkele dagen later kregen URNG-leiders een amnestie. Op 29 december werd ten slotte het akkoord van vaste en duurzame vrede getekend door URNG-leider Rolando Morán, president Álvaro Arzú en secretaris-generaal van de Verenigde Naties Boutros Boutros-Ghali. Morán en Arzú ontvingen voor het vredesverdrag de Houphouët-Boigny-vredesprijs van de UNESCO.
Sinds 1998 is de URNG een politieke partij. Zij heeft echter maar bescheiden successen geboek, en haalt normaliter minder 5% van de stemmen. De partij heeft in een coalitie met andere partijen 3 van de 158 zetels in het Congres van de Republiek.

## Presidentskandidaten
- 1999: Ana Catalina Soberanis Reyes
- 2003: Rodrigo Asturias (verloren)
- 2007: Miguel Ángel Sandoval (verloren)
- 2011: Rigoberta Menchú (verloren)
- 2015: Miguel Ángel Sandoval (verloren)
- 2019: Pablo Ceto